# Rebeliunea Irlandeză din 1798
Rebeliunea Irlandeză din 1798 (în irlandeză Éirí Amach 1798; în Ulster-Scots, The Hurries, în engleză 1798 Rebellion) a fost o insurecție populară împotriva Coroanei Britanice în ceea ce era atunci Regatul Irlandei, separat de cel britanic, dar subordonat acestuia. Principala forță organizatoare a fost Societatea Irlandezilor Uniți⁠(d). Formată pentru prima dată la Belfast de către prezbiterienii care se opuneau establishmentului dominat de latifundiarii anglicani⁠(d), și dornică cu disperare de reformă, a încercat să creeze o republică prin coalizarea revoluționară cu majoritatea catolică a țării. Nemulțumirile țărănimii dependente împovărată de dări au încurajat recrutarea.
Conspiratorii au încercat să obțină ajutor din partea Republicii Franceze și a militanților democrați din Marea Britanie, dar confiscările și arestările pe legea marțială i-au forțat pe conspiratori să iasă la iveală. Începând cu sfârșitul lunii mai 1798, au avut loc o serie de răscoale necoordonate: în comitatele Carlow și Wexford din sud-est, unde rebelii au avut un oarecare succes; în nord, în jurul Belfastului, în comitatele Antrim și Down; și mai aproape de capitala Dublin, în comitatele Meath și Kildare.

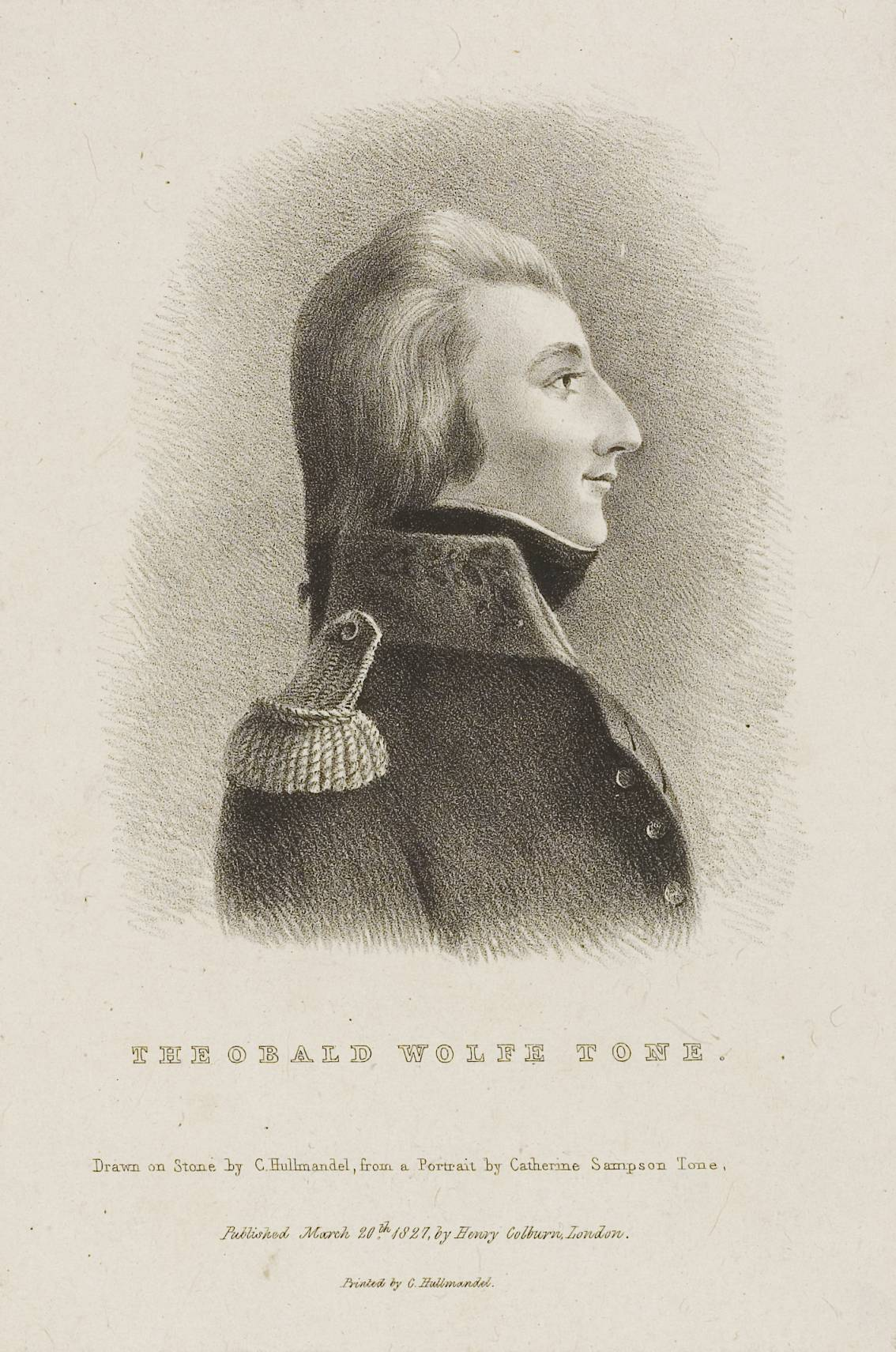
Theobald Wolfe Tone de Charles Joseph Hullmandel - 1827 - Universitatea Catolică din Leuven, Belgia - Domeniu Public.

La sfârșitul lunii august, după ce rebelii au fost reduși la câteva mici insule de rezistență de gherilă, francezii au debarcat o forță expediționară⁠(d) în vest, în comitatul Mayo. Incapabili să facă joncțiunea cu vreo forță rebelă semnificativă, ei s-au predat pe 9 septembrie. În ultima ciocnire în câmp deschis, localnicii pe care i-au adunat la sosirea lor au fost înfrânți la Killala⁠(d) pe 23 septembrie. La 12 octombrie, o a doua expediție franceză a fost învinsă într-o acțiune navală⁠(d) în largul coastei comitatului Donegal, care a condus la capturarea liderului Irlandezilor Uniți Wolfe Tone.
În urma rebeliunii, Legile de Unire⁠(d) au abolit legislativul irlandez⁠(d) și au adus Irlanda sub coroana unui Regat Unit în Parlamentul de la Westminster. Amintirea Rebeliunii a fost contestată la centenarul ei în 1898 de către naționaliști⁠(d) care doreau să restabilească un legislativ la Dublin, de republicanii⁠(d) care invocau numele lui Tone în cauza separării și independenței complete, dar și de unioniștii⁠(d) care se opuneau tuturor măsurilor ce promovau autonomia Irlandei. Reînnoită în anul bicentenar care a coincis cu Acordul din Vinerea Mare de la Belfast din 1998, dezbaterea asupra interpretării și semnificației lui „1798” continuă.

## Context

### Mișcarea Voluntarilor
În ultimele decenii ale secolului al XVIII-lea, coroana britanică se confrunta în Irlanda cu cereri tot mai mari de reformă constituțională. Ascendența Protestantă⁠(d) a relaxat legile penale⁠(d) prin care, în urma înfrângerii iacobiților la 1691⁠(d), încercase să spargă puterea și să reducă influența, atât Bisericii Catolice⁠(d), cât și a nobilimii⁠(d) catolice rămase. Dar interesele latifundiarilor anglicani continua să monopolizeze Parlamentul irlandez, dominând atât Camera Lorzilor⁠(d), cât și, prin sistemul de mini-colegii electorale⁠(d), jumătate din Camera Comunelor⁠(d). În același timp, interesele Coroanei erau asigurate de o administrație viceregală⁠(d) care era responsabilă nu în fața legislativului din Dublin, ci în fața regelui și miniștrilor săi de la Londra (și care dispunea și ea de mini-colegii electorale, prin care reducea la o treime numărul de locuri din Camera Comunelor în care exista o competiție electorală reală). În plus, parlamentul britanic și-a arogat dreptul de a legifera pentru Irlanda, o prerogativă pe care a exercitat-o pentru a restricționa comerțul irlandez rival.:286–288
Răscoala coloniilor nord-americane a reprezentat o provocare. Războiul cu coloniștii și cu aliații lor francezi a atras forțele regulate pe Coroana le ținea în Irlanda. În lipsa lor s-au format companii de voluntari⁠(d), la nivel declarativ pentru apărarea internă, dar în curând, ca și milițiile din colonii, au discutat și și-au afirmat „drepturile constituționale”. În 1782, în timp ce Voluntarii făceau instructaj și defilau în sprijinul Partidului Patrioților Irlandezi limitat la minoritate în parlamentul irlandez, Westminsterul a abrogat Legea Dependenței Irlandei de Marea Britanie din 1719⁠(d).
În special în nordul unde prezbiterienii⁠(d) și alți dizidenți protestanți⁠(d) se adunaseră în rândurile lor, Voluntarii au căutat imediat să construiască pe fundamentele acestei acordări de independență legislativă⁠(d), agitând pentru abolirea mini-colegiilor electorale și lărgirea bazei electorale. Mișcarea a rămas însă divizată pe chestiunea dacă și în ce condiții trebuia reforma parlamentară să îmbrățișeze emanciparea catolicilor⁠(d).(pp49–50)(pp214–217) Vechiul Regim supraviețuia: aristocrația anglicană a rămas înrădăcinată sub patronajul unui guvern care a continuat să asculte ordinele de la Londra.

### Formarea Irlandezilor Uniți
Dezamăgirea s-a simțit puternic în Belfast, un centru comercial în creștere care era colegiu electoral deținut de Marchizul de Donegall⁠(d) și nu avea reprezentant ales. În octombrie 1791, când publicul sărbătorea Revoluția Franceză, un grup de veterani voluntari l-a invitat să ia cuvântul pe Wolfe Tone⁠(d), un protestant care era secretar al Comitetului Catolic⁠(d) din Dublin. Recunoscând Argumentul său în numele catolicilor din Irlanda, în care Tone a susținut că nici ei nu se puteau bucura de libertate până când nu se vor uni cu catolicii împotriva „proștilor și nebunilor” latifundiari anglicani, grupul incipient și-a luat, la sugestia sa, numele de Societatea Irlandezilor Uniți⁠(d), :207 hotărând:
[că] ponderea influenței engleze în guvernul acestei țări este atât de mare încât necesită o uniune cordială între toți oamenii din Irlanda; [și] că singurul mod constituțional prin care se poate opune acestei influențe, este reforma completă și radicală a reprezentării poporului în parlament.
Aceeași hotărâtă a fost luată de prietenii lui Tone din Dublin, unde, reflectând o clasă de mijloc mai numeroasă, mai diversă, Societatea a reunit de la început protestanți, catolici și dizidenți.

### Convenția Catolică
Cu sprijinul și participarea Irlandezilor Uniți,:74–76 în decembrie 1792, Comitetul Catolic⁠(d) a convocat o convenție națională catolică. Ales printr-un vot cu bază largă, în care putea vota orice cap de familie, „Parlamentul din Back Lane” a reprezentat o contestare directă la adresa legitimității Camerei Lorzilor și Camerei Comunelor din Irlanda.
Anticipând războiul cu noua Republică Franceză, George al III-lea a primit o delegație din partea convenției (inclusiv Tone) la Windsor, iar guvernul britanic a făcut presiuni asupra Parlamentului irlandez să dubleze Legea de ajutorare a catolicilor din 1791 adoptată de Westminster.:296 Aceasta îi scutea pe catolici de majoritatea discriminărilor civile care mai existau și, acolo unde (în comitate) locurile din Camera Comunelor erau disputate, permitea celor care îndeplineau criteriile de deținere de proprietăți să voteze. Pentru Parlament însuși, Jurământul de Supremație⁠(d) a fost păstrat, astfel încât acesta a rămas exclusiv protestant.
Pentru o măsură care putea avea un impact puțin apreciabil asupra conducerii guvernului, prețul pentru opoziția supremă a latifundiarilor anglicani a fost dizolvarea Comitetului Catolic, o nouă miliție guvernamentală care a înrolat prin tragere la sorți⁠(d) atât catolici cât și protestanți,:209și un act al convenției care a interzis efectiv opoziția extraparlamentară. Când a fost clar că aceștia nu erau termeni acceptabili pentru Irlandezii Uniți (care doreau să revigoreze și să remodeleze Voluntarii după modelul „Gărzii Naționale” revoluționare franceze⁠(d)) guvernul a trecut la suprimarea Societății. În mai 1794, în urma dezvăluirii întâlnirilor dintre un emisar francez, William Jackson⁠(d), și liderii uniți, inclusiv Tone și Archibald Hamilton Rowan⁠(d), Societatea a fost scoasă în afara legii.:211

## Mobilizarea

Provinciile Irlandei

### Noul sistem de organizare
Un an mai târziu, în mai 1795, o întâlnire a delegaților uniți din Belfast și din orașele târguri din împrejurimi a răspuns la represiunea în creștere prin susținerea unui nou „sistem de organizare” despre care sperau ei că va rezista mai bine. Societățile locale urmau să se împartă astfel încât să rămână într-un interval de 7 până la 35 de membri și, prin comitete de delegați baroniali și de comitat, să formeze suportul pentru un directorat provincial și, odată ce trei dintre cele patru provincii ale Irlandei se vor organiza, un directorat național.
Cu acest nou sistem, Societatea s-a răspândit rapid în Ulster și, în cele din urmă, din Dublin (unde exista opoziție față de abandonul procedurilor deschise) în Midlands și în sud. Între timp, „testul” sau angajamentul lui William Drennan, care cerea „o unire a puterii între irlandezii de orice convingere religioasă”, a fost administrat meșteșugarilor⁠(d), ucenicilor și negustorilor, dintre care mulți întreținau deja propriile cluburi iacobine⁠(d), precum și țăranilor fără pământ și aliaților lor din târguri care s-au organizat împotriva nobilimii⁠(d) protestante în frății secrete.:227–228

### Alianța între Irlandezii Uniți și Apărători
În Irlanda rurală, exista o „structură variată, energică și complexă de «societăți secrete» agrariene”, denumită în mod obișnuit Whiteboyism⁠(d), după grupurile care au apărut la mijlocul secolului în sud. În nord, ea îi includea pe Oakboys⁠(d) care, mobilizându-i pe cei vătămați, indiferent de religie, amenințaseră în 1763 că îi vor goni pe perceptorii de taxe până în Derry. Mai existase și Hearts of Steel⁠(d) care, protestând împotriva speculii cu terenuri și evacuărilor, au intrat în 1770 în Belfast, au asediat cazarma și au scos pe unul dintre ei din închisoare.  În anii 1790, împrumutând, la fel ca și societățile Irlandezilor Uniți (și, din 1795, nemesisul lor, Instituția Orange⁠(d)), de la structurile de loje și din ceremonialul francmasoneriei, acest fenomen semi-insurrecțional se regenerase în Apărătorii care erau catolici în mare parte, dar — cu unele ajustări de dată recentă ale jurământului lor — nu exclusiv.:467–477
La început, „flote” de tineri care rivalizau cu protestanții din Peep o' Day Boys⁠(d) pentru controlul dărilor țărănimii fără pământ și pentru angajările în regiunea producătoare de textile din nordul Armaghului, apărătorii s-au organizat în comitatele din sudul Ulsterului și în Midlandsul irlandez. Deja în 1788, depunerea jurământului lor fusese condamnată într-o pastorală de către arhiepiscopul catolic primat de Armagh⁠(d). Pe măsură ce Irlandezii Uniți au început să deschidă discuții cu Apărătorii, și aceștia au fost sancționați similar. Cu precauții împotriva „iluziilor fascinante” ale principiilor franceze, în 1794, catolicii care prestau jurământul Uniților⁠(d) au fost amenințați cu excomunicarea.
Confruntați cu o perspectivă politică mai mult iacobită⁠(d) decât iacobină⁠(d), și vorbind liber despre nemulțumirile față de zeciuială, impozite și arendă,(pp229–230) agenții Uniților au căutat să-i convingă pe Apărători de ceva la care ei se gândiseră până atunci doar „vag”, și anume necesitatea de a separa Irlanda de Anglia și de a-și asigura „independența reală, precum și nominală”.:483, 486 Pe măsură ce promisiunile de reformă dădeau înapoi și pe măsură ce victoriile franceze construiau speranțe de asistență militară, emanciparea catolicilor⁠(d) și reforma parlamentară s-au transformat în revendicări pentru votul universal pentru bărbați⁠(d) (fiecare bărbat cetățean), și speranțele pentru un guvern responsabil au fost din ce în ce mai reprezentate de apelul pentru o republică irlandeză⁠(d) — termeni care anticipau în mod clar o ruptură violentă față de Coroană.

### Pregătirea
Începând cu obligația fiecărei societăți de a pregăti o companie și a trei companii de a forma un batalion, Noul Sistem de Organizare a fost adaptat pregătirii militare. Întrucât doar Ulsterul și Leinsterul⁠(d) erau organizate, conducerea a rămas împărțită între cele două direcții provinciale. În iunie 1797, ele s-au întâlnit la Dublin pentru a analiza cererile de răsculare imediată venite din partea nordicilor, care, zguduiți de confiscările și arestările conform legii marțiale, se temeau că oportunitatea de a da o lovitură va trece. Întâlnirea s-a încheiat în dezordine, mulți dintre delegații Ulsterului fugind în străinătate. Autoritățile au fost suficient de mulțumite de severitatea contramăsurilor luate în Ulster, încât în august au restabilit legea civilă în provincie.:88
Inițiativa a trecut la direcția Leinster, care recrutase doi membri radical nemulțumiți ai opoziției Patrioților: Lord Edward FitzGerald⁠(d), care aducea cu el experiența războiului american, și Arthur O'Connor⁠(d) (mai târziu, nedistins, ofițer al Legiunii Irlandeze⁠(d) a lui Napoleon). Direcția se simțea prea slabă pentru a acționa în vara lui 1797, dar mișcarea a părut să se întărească în fortărețele existente, cum ar fi Dublin, comitatul Kildare și comitatul Meath, și să inițieze teren de acțiune în Midlands și în sud-est. În februarie 1798, un raport pregătit de Fitzgerald a calculat numărul de United Irishmen, la nivel național, la 269.896. Dar existau îndoieli cu privire câți vor răspunde la o chemare la arme și dacă vor fi înarmați cu ceva mai mult decât simple cange (în anul precedent, autoritățile au confiscat 70.630 dintre acestea, comparativ cu doar 4.183 de espingole și 225 de țevi de muschetă). Mișcarea rezistase contramăsurilor guvernamentale, iar propaganda rebelă și pregătirile au continuat, dar existau ezitări în a acționa în lipsa certitudinii unei asistențe și a unor livrări de arme din partea Franței.

## Solicitarea de alianțe cu francezii și iacobinii britanici

### Expediția lui Hoche din decembrie 1796

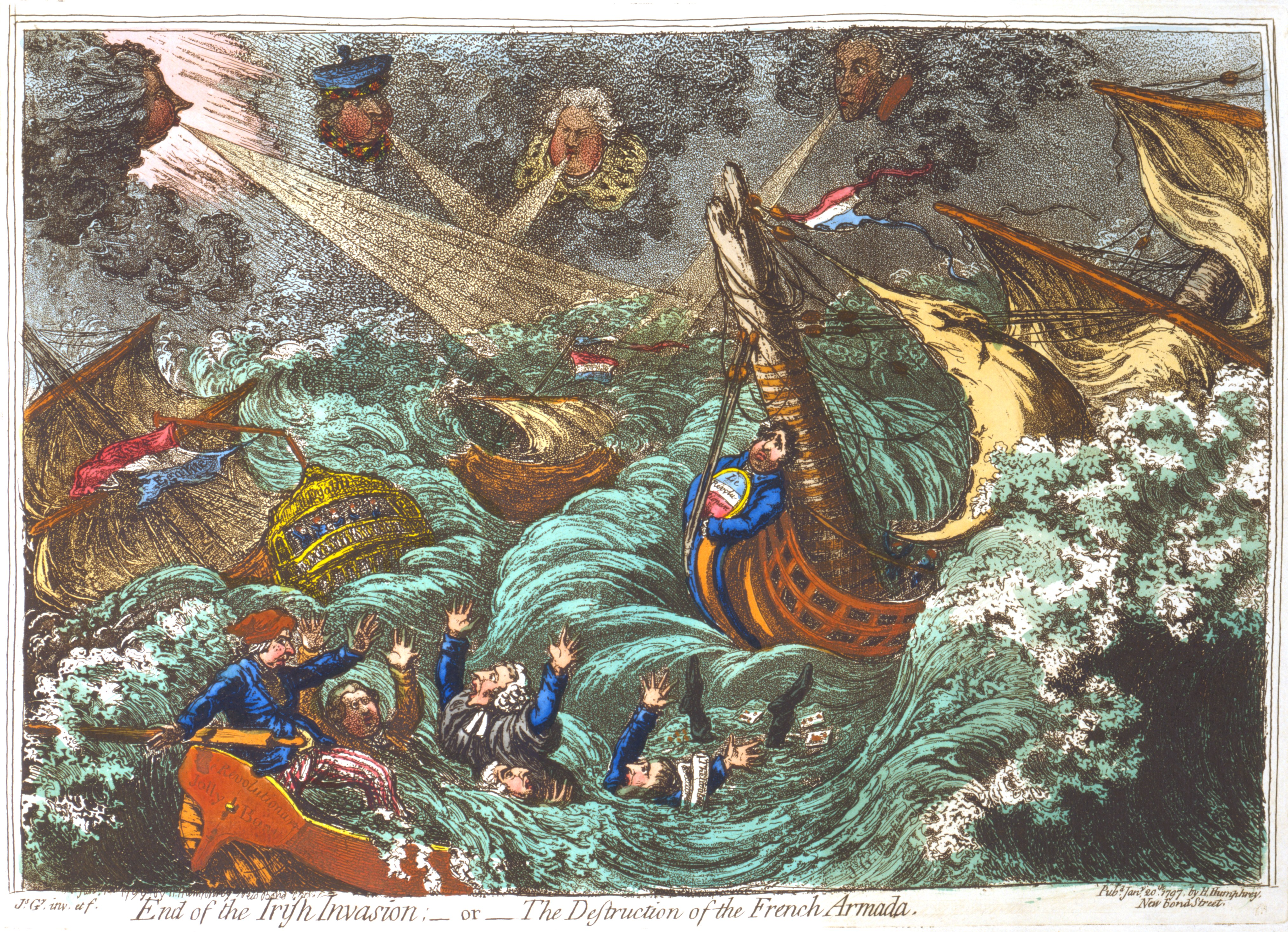
În End of the Irish Invasion–or–the Destruction of the French Armada (1797), caricaturiza eșecul expediției lui Hoche.

În 1795, Tone, aflat în exil în America, a călătorit la Paris, unde a căutat să convingă directoratul francez că Irlanda este cheia ruperii dominației maritime a Marii Britanii. „Memorialele” sale despre situația din Irlanda au intrat în atenția directorului Lazare Carnot și, până în luna mai, generalul Henri Clarke⁠(d), șeful cu rădăcini irlandeze al Biroului Topografic al Ministerului de Război, a elaborat un plan de invazie. În iunie, Carnot i-a oferit generalului Lazare Hoche comanda unei expediții irlandeze care să asigure „siguranța Franței pentru secolele următoare”.
Inițial, el trebuia să fi fost însoțit de două raiduri de diversiune asupra Angliei: unul împotriva Newcastle-ului, celălalt împotriva Bristolului. Din cauza cererilor presante din Italia, cei patruzeci de mii de oameni solicitați nu au putut fi adunați.
Sub Hoche, o forță de 15.000 de soldați veterani a fost adunată la Brest. Însoțiți de Tone, francezii au ridicat ancora pe 16 decembrie și au ajuns în largul coastei Irlandei în golful Bantry⁠(d) pe 22 decembrie 1796. Furtunile neîncetate au împiedicat debarcarea. Tone a remarcat că „Anglia [...] a avut parte de cea mai norocoasă salvare de la Armada încoace”. Flota s-a întors acasă, iar armata care urma să conducă invazia Irlandei a fost divizată și trimisă, împreună cu o Legiune irlandeză⁠(d) în creștere, să lupte pe alte teatre ale Războaielor Revoluției Franceze.
Golful Bantry arătase totuși că perspectiva intervenției franceze era reală, iar societățile Unite au fost inundate de noi membri.(pp229–230)Au existat din ce în ce mai multe relatări despre Apărători și Irlandezi Uniți care dădeau lovituri în care furau arme și defilau în mod deschis.:86 În mai 1797, Yeomanry, care în nord începuse să recruteze întregi loji Orange⁠(d),:245–246 a atacat unele adunări de lângă Cootehill⁠(d) în Cavan⁠(d) ucigând unsprezece oameni, și în Dundalk ucigând paisprezece.:83

### Răscoale navale
Căutând să justifice suspendarea legilor de habeas corpus în Marea Britanie, autoritățile s-au grăbit să-i acuze pe radicalii irlandezi și englezi pentru răscoalele de pe Spithead și Nore⁠(d) din aprilie și mai 1797. Se pare că Irlandezii Uniți s-ar fi aflat în spatele hotărârii rebelilor Nore de a preda flota francezilor „ca singurul guvern care înțelege drepturile omului”. S-au spus multe despre Valentine Joyce, lider rebel de pe Spithead, descris de Edmund Burke drept un „trădător din Belfast”; dar nu apare nicio dovadă a unui complot concertat al Irlandezilor Uniți pentru a submina flota. S-a vorbit doar despre acapararea navelor de război britanice ca parte a unei insurecții generale.
Răscoalele paralizaseră marina britanică, dar flotei batave pe care francezii o pregătiseră pentru forțele lor de la Texel i s-au opus din nou condițiile meteorologice. În octombrie 1797, după ce Tone și trupele pe care urma să-l însoțească în Irlanda au debarcat, flota a căutat să ajungă la baza navală franceză de la Brest și a fost distrusă de Marina Regală în bătălia de la Camperdown⁠(d).:42–45
La Paris, Tone a recunoscut potențialul lui Napoleon Bonaparte ca lider în devenire; dar l-a găsit pe cuceritorul Italiei indiferent față de situația irlandezilor, întrucât el avea nevoie de un război de cucerire, nu de eliberare, pentru a-și putea plăti armata. În februarie 1798, spionii britanici au raportat că primul consul⁠(d) pregătea o flotă în porturile Canalului, pregătită pentru îmbarcarea a până la 50.000 de oameni,:31 dar pregătirile au fost în curând anulate. Bonaparte a considerat că atât forțele militare, cât și cele navale ce fuseseră adunate nu erau adecvate pentru această sarcină. În exilul ce a urmat, el avea să susțină că ar fi putut lansa un atac asupra Irlandei (în loc să navigheze în mai 1798 spre Egipt) dacă ar fi avut încredere în Tone, sau în ceilalți agenți ai Irlandezilor Uniți care apăreau în Paris. El i-a descris ca fiind împărțiți în opinii și într-o ciondăneală permanentă.

### Co-conspirația britanică
Printre acești agenți din Irlanda s-a numărat și James Coigly, un preot catolic care era activ în aducerea de Apărători în mișcarea din Ulster. Coigly a căutat să convingă atât directoratul francez, cât și conducerea din Irlanda să se angajeze într-un proiect mai amplu. Începând cu 1796, agenții Irlandezilor Uniți au contribuit la construirea rețelelor de Englezi Uniți și Scoțieni Uniți⁠(d), societăți ale căror proceduri, depunerea jurământului și susținerea forței fizice „o oglindeau pe cea a surselor lor de inspirație irlandeze”. Descriindu-se ca emisar al executivului Irlandezilor Uniți, asistat de un val de refugiați din Ulster,:143–144 și exploatând protestul împotriva Legilor Combinărilor⁠(d) și penuriile de alimente din timpul războiului, Coigly a lucrat de la Manchester pentru a răspândi sistemul United în districtele de producție din nordul Angliei. La Londra, el a discutat cu liderii irlandezi din federația de cluburi democratice ale orașului, London Corresponding Society⁠(d). Cu aceștia, a adunat delegați din Scoția și din provincii care, ca „britanici uniți”, au hotărât „să răstoarne actualul guvern și să se alăture francezilor de îndată ce aceștia vor debarca în Anglia”.
În iulie 1797, hotărârea Britanicilor Uniți a fost discutată de conducerea de la Dublin și Belfast. Deși adresată perspectivei unei invazii franceze, sugestia că „Anglia, Scoția și Irlanda sunt toate un popor care acționează pentru o cauză comună”, i-a încurajat pe militanți să creadă că libertatea ar putea fi câștigată chiar dacă „francezii nu ar ajunge niciodată aici”.:184–185

## Răscoalele

### Arestările din ajunul rebeliunii
La începutul anului 1798, o serie de atacuri violente asupra magistraților din comitatele Tipperary, Kildare și King's au alarmat autoritățile. Ele erau conștiente de faptul că acum exista o facțiune a conducerii Irlandezilor Uniți, în frunte cu Fitzgerald și O'Connor, care se simțea „suficient de bine organizată și echipată” pentru a începe o insurgență fără asistență franceză.:34–39 Viceregele⁠(d), Lord Camden⁠(d), a fost supus unei presiuni din ce în ce mai mari din partea parlamentarilor irlandezi, conduși de președintele John Foster⁠(d), pentru a reprima dezordinea în creștere din sud și din Midlands și pentru a aresta conducerea din Dublin.:42
Camden a ezitat, parțial pentru că se temea că o represiune ar provoca ea însăși o insurecție: ministrul britanic de interne⁠(d) Lord Portland a fost de acord, descriind propunerile drept „periculoase și neconvenabile”.:42 Situația s-a schimbat atunci când un informator, Thomas Reynolds, a produs raportul lui Fitzgerald despre forța de luptă, cu sugestia că peste un sfert de milion de oameni din Ulster, Leinster⁠(d) și Munster⁠(d) se pregăteau să se alăture „armatei revoluționare”. Guvernul irlandez a aflat de la Reynolds că o reuniune a Comitetului și Direcției Provinciale Leinster era stabilită pentru 10 martie în casa negustorului de lână Oliver Bond⁠(d) din Dublin, unde urma să fie discutată o propunere de ridicare imediată la luptă. Camden a hotărât atunci să acționeze, explicând Londrei că riscă ca să se întoarcă împotriva lui Parlamentul Irlandez.:45
Pe 10 martie 1798, aproape întregul comitet a fost sechestrat, împreună cu doi directori, moderații (cei care, în absența francezilor, ceruseră amânarea) William James MacNeven⁠(d) și Thomas Addis Emmet⁠(d), împreună cu toate documentele lor. Între timp, în Anglia, O'Connor fusese arestat alături de Coigly. După ce a fost găsit în posesia unei alte adrese către directoratul francez, Coigly a fost spânzurat, iar rețeaua United pe care o ajutase să o construiască în Marea Britanie a fost destructurată prin internare. La Dublin, Fitzgerald s-a ascuns.:45–46
Guvernul irlandez a impus legea marțială pe 30 martie, deși instanțele civile au continuat să funcționeze. Comanda generală a armatei a fost transferată de la Ralph Abercromby la Gerard Lake⁠(d), care și-a îndreptat atenția către Leinster și Munster, unde trupele lui deja aveau o reputație rea formată după biciuirile publice, semi-spânzurările, turnările de smoală încinsă în cap și alte procedee de tortură practicate în Ulster.:57–58

### Apelul de la Dublin
Puși în fața demantelării întregului lor sistem, Fitzgerald, alături de Samuel Neilson⁠(d) (editorul din Belfast al publicației Northern Star⁠(d), recent eliberat din închisoarea Kilmainham⁠(d)), și de John și Henry Sheares⁠(d), au hotărât o răscoală generală pentru 23 mai. Nu a existat nicio promisiune imediată de asistență din partea Franței (în data de 19 o forță expediționară franceză ridicase ancora sub comanda lui Napoleon, dar nu către Irlanda, ci către Egipt).:220 Armata Uniților din Dublin urma să pună mâna pe punctele strategice ale orașului, în timp ce armatele din comitatele învecinate aveau să formeze un cordon și să înainteze spre centru său. De îndată ce aceste evoluții au fost semnalate prin oprirea diligențelor poștale din capitală, restul țării urma să se ridice.
În ziua stabilită, răscoala din oraș a fost întreruptă. Fitzgerald fusese rănit mortal pe 19, frații Sheares au fost trădați pe 21, iar în dimineața zilei de 23, Neilson, care criticase planificarea, a fost sechestrat. Înarmată cu informații de ultimă oră, o mare forță militară a ocupat punctele de adunare ale rebelilor, convingându-i pe cei care se prezentaseră să arunce armele și să se împrăștie. Planul de a intercepta trăsurile poștale a eșuat, doar trăsura spre Munster a fost oprită la Johnstown, comitatul Kildare⁠(d), lângă Naas. Organizarea din cartierele exterioare ale orașului a crescut totuși conform planului și a fost urmată rapid de comitatele din jur.

### Leinster

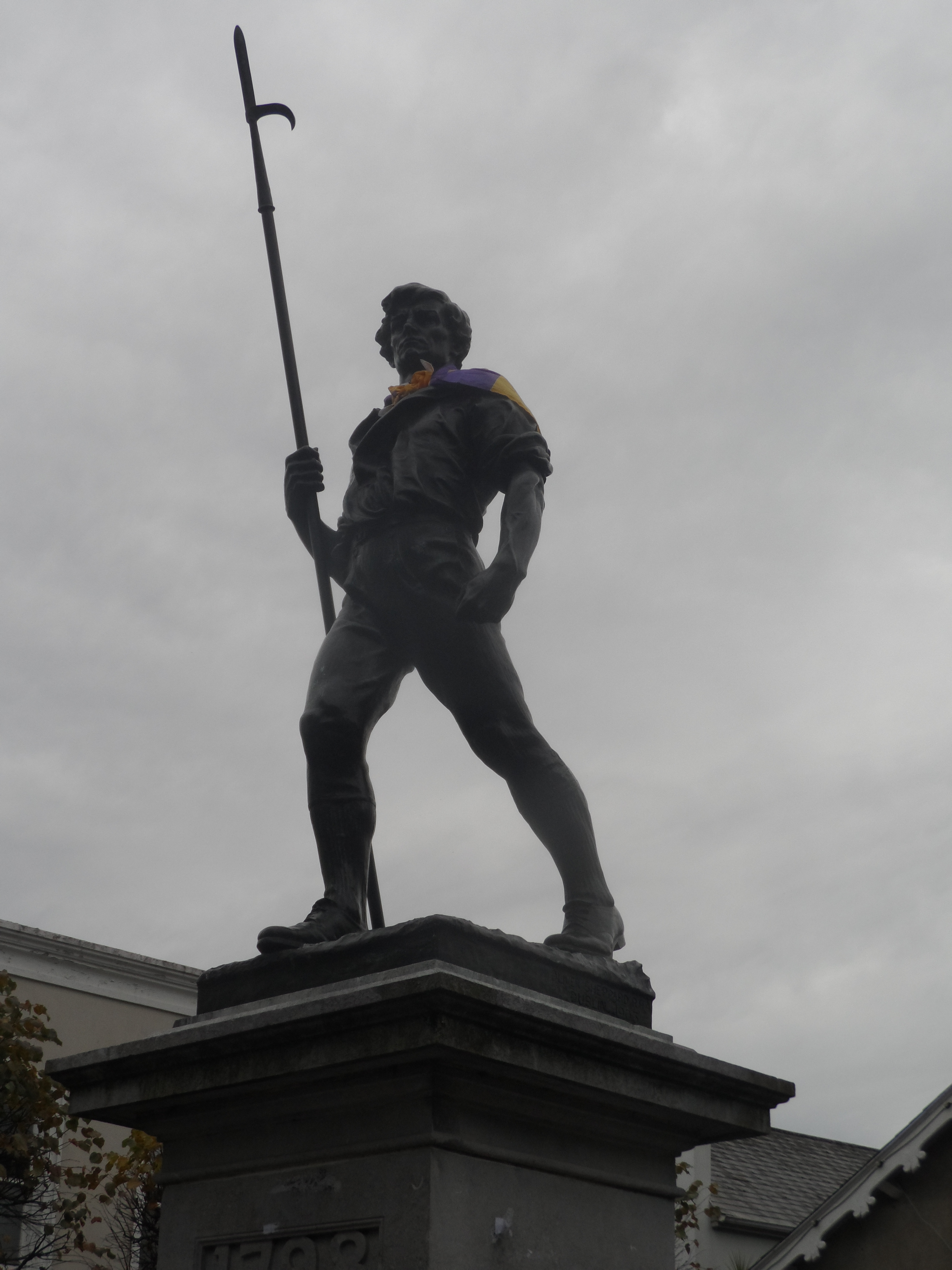
Statuia „Omului cu cangea” din orașul Wexford

Primele ciocniri ale rebeliunii au avut loc imediat după zorii zilei de 24 mai în comitatul Kildare. După ce trăsura poștală din Munster a fost atacată când s-a apropiat de Naas în noaptea de 23, 1000 până la 3.000 de oameni s-au apropiat de oraș. Cângile cu care erau ei înarmați or nu au putut face față împotriva tirului cu mitralii⁠(d) si a focului de muschete constant. O garnizoană de mai puțin de 200 de oameni i-a înfrânt pe rebeli, cu un mic detașament de cavalerie retezând peste o sută în timp ce aceștia fugeau.
O forță rebelă mai mică, comandată de John Esmonde, un medic protestant care dezertase din Yeomanry, a avut ceva mai mult succes mai târziu în acea zi la Prosperous⁠(d). Orașul avea să fie reocupat abia după o înfrângere a rebelilor la Ovidstown⁠(d) pe 19 iunie, dar o succesiune de înfrângeri ale rebelilor în zone mai îndepărtate, între care înfrângerile de la Carlow⁠(d) (25 mai) și a unui grup mai mare la Hill of Tara⁠(d) din comitatul Meath (26 mai) i-a convins pe mulți dintre insurgenții din Kildare că cauza lor este pierdută.:124
Rebelii urmau să reziste cel mai mult timp pe câmpul de luptă în sud-est, în Wexford și în Munții Wicklow⁠(d). Adesea se afirmă că declanșarea răscoalei în Wexford a fost sosirea pe 26 mai a celebrei miliții din North Cork. Pe 27 mai, subestimând poziția de pe deal și hotărârea unei grupări rebele adunate în grabă sub comanda unui preot local, John Murphy⁠(d), o forță a miliției și a yeomanry-ului a fost distrusă în afara orașului Oulart⁠(d). Insurgenții au trecut apoi spre sud prin orașul Wexford, unde l-au eliberat pe liderul local al Irlandezilor Uniți, un avocat protestant, Bagenal Harvey⁠(d), și l-au pus la comanda trupelor răsculate.
Pe 5 iunie, Bagnel, care conducea o forță de 3.000 de oameni, a eșuat în încercarea de a ataca New Ross⁠(d) a cărui capturare ar fi putut deschide calea corpurile mari de Apărători despre care se știa că existau în Kilkenny și Waterford.:44 La aflarea veștii înfrângerii, rebelii din urmă au ucis până la 200 de prizonieri loialiști (bărbați, femei și copii): celebrul masacru din hambarul de la Scullabogue⁠(d).
Între timp, încercările de a pătrunde spre nord și de a deschide un drum prin Wicklow spre Dublin au fost zădărnicite pe 1 iunie la Bunclody⁠(d) și, în ciuda desfășurării unor arme capturate într-o ambuscadă la Tubberneering⁠(d), la Arklow⁠(d) pe 9 iunie. Rebelii s-au retras spre sud, întâlnindu-se cu supraviețuitorii de la New Ross și formând o tabără de 16.000 de oameni pe Vinegar Hill,⁠(d) în afara orașului Enniscorthy⁠(d). Acolo, pe 21 iunie, au fost înconjurați, bombardați și înfrânți de o forță de 13.000 de militari sub comanda generalului Lake.
Rămășițele „Republicii de la Wexford” și-au stabilit baza în pădurea Killaughrim, în nordul comitatului, sub conducerea lui James Corcoran⁠(d). Alții au căutat să lupte în alte părți. Pe 24 iunie, 8.000 de oameni s-au reunit în două coloane conduse de părintele Murphy și de Myles Byrne⁠(d) pe Castlecomer⁠(d) din comitatul Kilkenny, unde se spera că li se vor alătura minerii militanți din zonă. Nepregătiți, minerii nu au înclinat balanța și la sfârșitul zilei atât garnizoana, cât și rebelii s-au retras din orașul în flăcări. Byrne și-a condus oamenii în Munții Wicklow, unde Joseph Holt⁠(d) și Michael Dwyer⁠(d) au comandat o rezistență de gherilă. Oamenii lui Murphy au trecut în Kildare unde, după ce preotul a fost capturat, s-au alăturat rebelilor în retragere conduși de William Aylmer⁠(d) în Bog of Allen⁠(d). După o serie de ciocniri soldate cu mici pierderi, „Wexford croppies” s-au mutat în Meath, unde au încercat o ultimă redută în mlaștina Knightstown pe 14 iulie. Câteva sute de supraviețuitori s-au întors la Kildare, unde la Sallins⁠(d) s-au predat pe 21.
Toți, cu excepția liderilor lor, au beneficiat de amnistia promisă de noul lord locotenent⁠(d), Charles Cornwallis⁠(d), pentru a elimina rezistența rămasă. Legea a fost promovată în Parlamentul Irlandez de către cancelarul lord Clare⁠(d). Un apărător ferm al Ascendenței, Clare era hotărât să-i separe pe catolici de cel mai mare dușman, „Jacobinismul fără Dumnezeu”.:44

### Ulster
În nord, nu existase niciun răspuns la apelul de la Dublin. La 29 mai, în urma știrilor despre luptele din Leinster, delegații comitatului reuniți la Armagh au votat demiterea ezitantei direcți a Ulsterului și au hotărât că, dacă generalii adjutanți din Antrim și Down nu vor putea conveni asupra unui plan general de insurecție, ei se vor întoarce la ocupațiile lor și „nu vor mai înșela poporul”. Ca răspuns, Robert Simms⁠(d), care refuzase să acționeze în absența francezilor, a demisionat și el de la comanda din Antrim. Acuzați de trădare de către aristocrați, coloneii lui s-au adresat tânărului Henry Joy McCracken⁠(d). De teamă că altfel se va pierde „speranța unei uniuni cu sudul”, McCracken a proclamat Primul An al Libertății pe 6 iunie.:60–67
Pe 7 iunie, au avut loc adunări locale în tot comitatul și la vest de Bann⁠(d) la Maghera. Drapelul verde a fost arborat în Ballymena și au avut loc atacuri asupra orașelor Larne, Glenarm⁠(d), Carrickfergus, Toomebridge⁠(d) și Ballymoney.:222 În dimineața următoare însă, înainte ca orice coordonare să fi fost posibilă, cei care s-au prezentat au început să arunce armele și să se împrăștie la vestea înfrângerii lui McCracken. În fruntea unui corp de patru până la șase mii de oameni, comandantul lor suferise pierderi grele, și nu reușise să cucerească orașul Antrim⁠(d).
Din punctul de vedere al armatei, insurecția din comitatul Antrim s-a încheiat pe 9 iunie cu capitularea Ballymenei (sub o amnistie care îi scutea de soarta lui Randalstownului⁠(d), Templepatrick⁠(d) și Ballymoney-ului — toate incendiate). Grupul condus de McCracken, în scădere numerică, s-a împrăștiat când, pe 14, au primit vești despre înfrângerea decisivă a Armatei Republicii în comitatul Down.:161–162
Planurile pentru o răsculare simultană în Down pe data de 7 fuseseră întrerupte de arestarea generalului adjutant al comitatului, William Steele Dickson⁠(d), și a tuturor coloneilor săi. Dar, începând cu data de 9, ofițerii mai tineri au luat inițiativa. O ambuscadă lângă Saintfield⁠(d), un atac asupra Newtownardsului⁠(d) și confiscarea armelor de pe o navă din portul Bangor, l-au convins pe generalul Nugent⁠(d) să-și concentreze forțele pentru o contraofensivă la Belfast. Republica din nordul Downului, care se întindea în josul peninsulei Ards⁠(d) până la Portaferry⁠(d) din care rebelii, sub focul Marinei, au fost respinși pe 11, :190–192 a durat doar trei zile. Nugent a plecat pe data de 12, iar până în dimineața zilei de 13 îndepărtase principala reuniune rebelă sub comanda succesorului lui Dickson, un tânăr postăvar din Lisburn, Henry Monro⁠(d), lângă Ballynahinch⁠(d).:179–224
Au circulat mult legende despre dezertarea catolicilor în bătălia de la Ballynahinch⁠(d), deși o relatare mai înțelegătoare povestește că Apărătorii⁠(d) au părăsit tabăra abia după ce Munro le-a respins propunerea de a efectua un atac de noapte asupra soldaților indisciplinați din oraș, acuzând-o că ar crea un „avantaj negeneros”. Acestea au fost infirmate de James Hope⁠(d), care fusese unul dintre principalii emisari ai Uniților la Apărători. El a insistat că Apărătorii nu apăruseră printre rebeli în rânduri separate și că corpul care l-a părăsit pe Munro în ajunul bătăliei fusese „oamenii din Killinchy⁠(d) ... și ei erau dizidenți [nu catolici]”.
Istoricul Marianne Elliott⁠(d) notează că, în Down, catolicii aveau o paritate bine stabilită în organizația Uniților. Înainte de arestările finale, aceștia reprezentau trei dintre cei șase colonei ai comitatului. Întrucât ei dominau doar în treimea de sud a comitatului, aceasta, sugerează ea, nu reflectă o practică de divizii catolice separate.

### Munster
În sud-vest, în Munster⁠(d), au avut loc doar două înfruntări: pe 19 iunie, lângă Clonakilty⁠(d) în West Cork⁠(d), „bătălia de la Crucea Mare⁠(d)”  și, după terminarea acțiunii principale, pe 24 iulie, o încercare de eliberare a deținuților din Ninemilehouse⁠(d) în comitatul Tipperary. Provincia fusese supusă pacificării cu zece ani în urmă: un regim de lege marțială suprimase mișcarea de rezistență agrariană semi-insurecțională Rightboys⁠(d). După apariția francezilor în largul coastelor de la Bantry, în decembrie 1796, exercițiul a fost repetat. Având permisiunea de a „trata oamenii cu cât mai multă duritate posibil”, trupele de linie, miliția, yeomanry și fencibles au fost cantonate în întreaga regiune, recuperând armele, arestând un număr mare de suspecți din rândul Uniților și aducând tineri în serviciul miliției.
În mai 1797, întregul comitet al relativ puternicei organizații a Uniților pe care frații Sheares⁠(d) o construiseră în Cork City a fost arestat. În aprilie 1798, autoritățile au destructurat ce mai rămăsese.
Confruntarea din 19 iunie a avut loc între o coloană a Miliției din Westmeath și o forță formată din 300–400 de țărani localnici ușor înarmați, care, conform unei relatări, au făcut apel la milițieni să li se alăture, dar au fost în schimb întâmpinați cu focuri de armă. Catolicii din Clonakilty⁠(d) au fost apoi mustrați în capela lor de către vicarul protestant al orașului că sunt atât de „proști” încât „să creadă că... țăranii și muncitorii [s-ar putea] forma ca politicieni, reformatori și legiuitori”.

## Epilogul francez

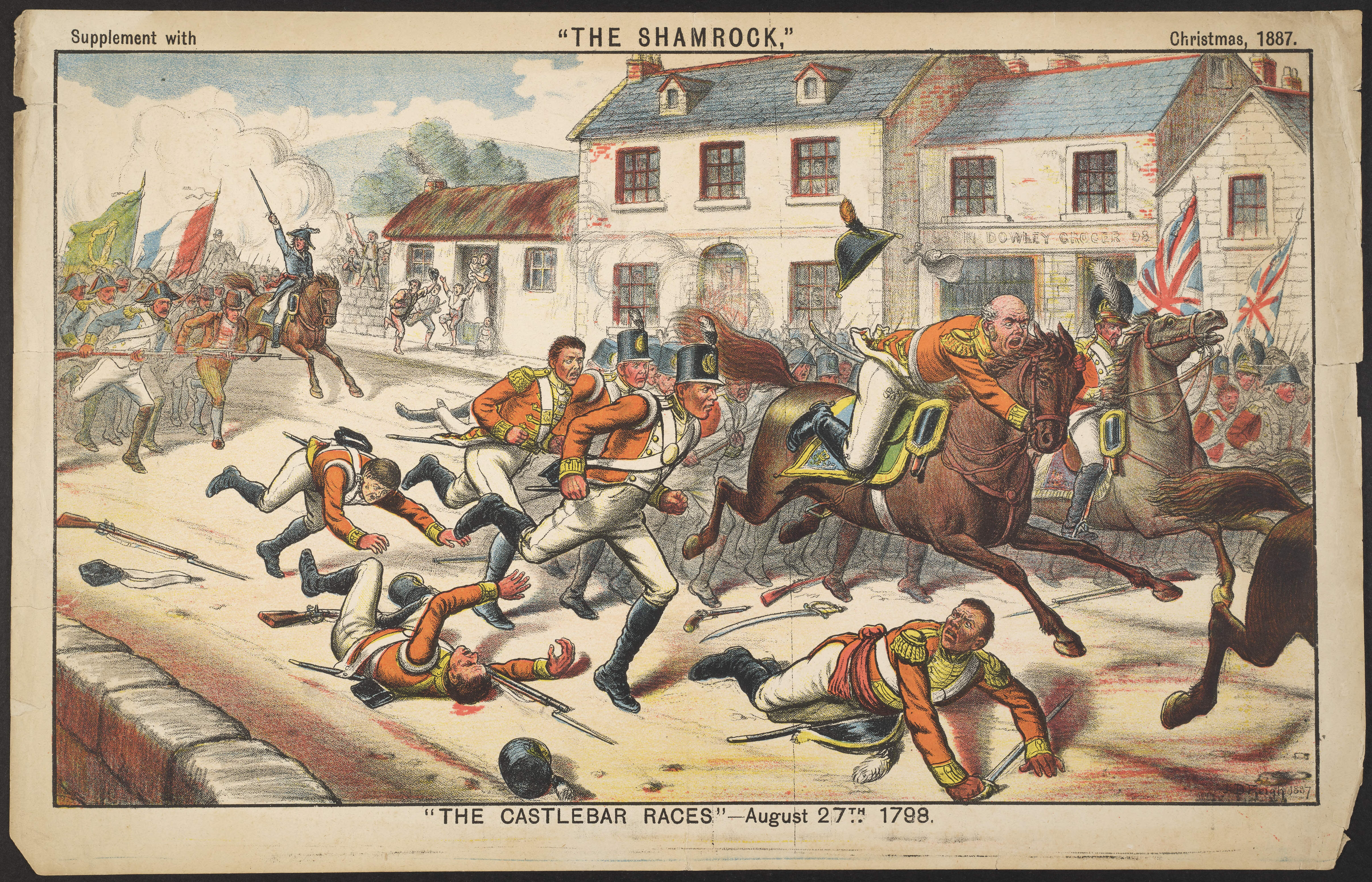
,

În vestul îndepărtat, Connachtul⁠(d), cea mai săracă dintre provinciile irlandeze, a fost atrasă în rebeliune abia de sosirea francezilor pe 22 august. Aproximativ 1.000 de soldați francezi sub comanda generalului Humbert⁠(d) au debarcat la Kilcummin, comitatul Mayo⁠(d). Li s-au alăturat până la 5.000 de țărani „nepieptănați, zdrențuiți” și desculți, adunați în grabă, și împreună au avut la început succes. În ceea ce mai târziu avea să devină cunoscut sub numele de „Cursele de la Castlebar”, ei au pus pe fugă o forță de miliție de 6.000 de oameni sub comanda lui Lake⁠(d).
În urma victoriei, Humbert a proclamat Republica Irlandeză⁠(d) avându-l președinte al guvernului Connachtului pe John Moore⁠(d), care fusese educat în Franța. Humbert nu a reușit însă să intre în timp util în legătură cu noua răscoală declanșată în comitatele Longford și Meath, și, după o luptă scurtă cu forțele britanice de aproximativ 26.000 de oameni Ballinamuck⁠(d), în comitatul Longford, Humbert s-a predat pe 8 septembrie, împreună cu 500 de irlandezi conduși de Bartholomew Teeling⁠(d).
Ceea ce în regiunea de limbă irlandeză a rămas în memorie sub numele de Bliain na bhFrancach (lit. „anul francezilor”) s-a încheiat cu masacrarea a aproximativ 2000 de insurgenți prost înarmați lângă Killala pe 23. Ei fuseseră conduși de un urmaș al fostei nobilimi catolice din Mayo, James Joseph MacDonnell. A urmat teroarea, în care marele șerif de Mayo⁠(d), Denis Browne⁠(d) (viitorul marchiz de Sligo⁠(d)), și-a dobândit porecla de Donnchadh an Rópa (lit. Denis Funie).
Spre consternarea lui Tone, din relatarea lui Humbert despre insuccesul lui, directoratul francez a concluzionat că irlandezii trebuie comparați cu țărănimea catolică devotată cu care se luptaseră ei în Vendée. El a trebuit să infirme afirmațiile cum că, decât o republică seculară, el ar prefera mai degrabă o restaurație a pretendentului iacobit⁠(d), Henric Benedict Stuart, sub numele de Henric al IX-lea, ca rege al irlandezilor⁠(d).:210
Pe 12 octombrie, Tone se afla la bordul unei a doua expediții franceze, care transporta o forță de 3.000 de oameni, care a fost interceptată în largul coastei comitatului Donegal, în bătălia de la Insula Tory⁠(d) . Luat prizonier, Tone a regretat că nu s-a făcut nimic „pentru a ridica trei milioane dintre compatrioții mei la rang de cetățeni” și a deplâns doar acele „atrocități comise de ambele părți” în timpul exilului său. Și-a tăiat singur gâtul în ajunul execuției.

## Pierderile umane

### Victime
În ceea ce urma să fie cea mai citită relatare despre rebeliune de la centenarul ei, Anul Libertății (1969),:54 Thomas Pakenham⁠(d) (privind spre 1741, „anul măcelului” cauzat e foamete⁠(d)) a scris:
Rebeliunea din 1798 este cel mai violent și tragic eveniment din istoria Irlandei între războaiele iacobite⁠(d) și Marea Foamete. În câteva săptămâni, 30.000 de oameni – țărani înarmați cu căngi și furci, femei și copii lipsiți de apărare – au fost tăiați, împușcați sau aruncați în aer ca pleava în timp ce se năpusteau asupra gurilor de tun.
Treizeci de mii este intervalul mediu între ceea ce fuseseră estimările contemporane (dintre care doar 2.000 se credeau a fi forțe ale Coroanei și 1.000 de civili loialiști). Studii recente sugerează o cifră mai mică. Un studiu demografic al comitatului Wexford, principalul teatru al rebeliunii, indică 6.000 de morți. De aici, istoricul Thomas Bartlett⁠(d) concluzionează „că un număr de 10.000 de morți pentru întreaga insulă ar părea să fie corect”. Alții bănuiesc că teama răspândită de represiune a determinat rudele să-și ascundă pierderile. Nu este clar câți dintre cei uciși au murit în luptă.

### Atrocități militare

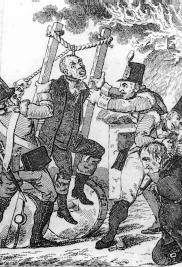
a suspecților de apartenență la de către trupele guvernamentale.

Relatările despre agresiunile rebelilor împotriva civililor loiali au circulat pe scară largă. Acestea au ajutat la asigurarea dezertărilor din cauza republicană. Prin ele, au fost deviat și criticile la adresa contraterorii militare instituite de figuri loiale, chiar membri ai establishmentului. Lordul Moira⁠(d) (viitorul guvernator general al Indiei⁠(d)) a adunat dovezi ale crimelor și abuzurilor din partea forțelor Coroanei pe care a căutat să le prezinte regelui.
În februarie 1798, comandantul suprem⁠(d) britanic, generalul Sir Ralph Abercromby, l-a mustrat public pe predecesorul său, Henry Luttrell, Lord Carhampton⁠(d), pentru că a lăsat moștenire o armată „într-o stare de indisciplină, care o face să fie formidabilă pentru toată lumea, cu excepția inamicului”. Dar, după ce a constatat că eforturile sale de a restabili disciplina militară și supremația puterii civile nu sunt sprijinite de Castelul Dublin, și-a dat demisia în aprilie. El a fost înlocuit de generalul Gerrard Lake⁠(d).
Când Lake a emis un ordin să se ia prizonieri, în timpul rebeliunii s-a practicat justiția sumară pe câmpul de luptă. Rebelii capturați și răniți au fost uciși, uneori pe scară largă. După ce le-au acceptat capitularea lângă Curragh⁠(d), pe 27 mai, forțele Coroanei au ucis până la 500 de rebeli din Kildare — execuțiile de la Gibbet Rath⁠(d). Alți 200 (printre care fratele lui Wolfe Tone, Matthew) au fost executați după capitularea lui Humbert la Ballinamuck⁠(d) pe 9 septembrie.
Civilii din teatrele de operațiuni au fost interogați brutal și uciși, iar casele lor au fost arse. Cornwallis, care a comandat acțiunea de răspuns la debarcarea lui Humbert, a fost îndemnat să-și amenințe soldații indisciplinați (între care a numărat și miliția catolică cea mai „feroce și crudă”):105 cu execuția sumară. În timpul rebeliunii și după aceasta, folosindu-și cunoștințele locale, loialiștii din Yeomanry⁠(d) s-a angajat în propriile represalii. Rebelii „grațiați” au costituit o țintă specială.

### Fapte ale rebelilor
Comitatul Wexford a fost singura zonă care au avut loc atrocități pe scară largă comise de rebeli. Dintre acestea, cele mai notorii au fost uciderile de la Scullabogue⁠(d) și de pe podul Wexford⁠(d). După înfrângerea rebelilor la New Ross⁠(d), pe 5 iunie, între o sută și două sute de ostatici loialiști, bărbați, femei și copii, au fost înghesuiți într-un hambar de la Scullabogue, care a fost incendiat. Bagenal Harvey⁠(d) s-a retras de la comanda rebelilor în semn de protest. În orașul Wexford, pe 20 iunie, după ce un „Comitet de siguranță publică” al Irlandezilor Uniți a fost înlăturat, 70 de prizonieri loialiști au fost duși la podul peste râul Slaney⁠(d) și omorâți cu cangele.  Printre loialiștii uciși erau și câțiva catolici, și în rândul rebelilor erau și câțiva protestanți. Pentru propagandiștii guvernamentali însă, caracterul sectar al crimelor era de necontestat.

## Femeile în rebeliune
Irlandezii Uniți și Apărătorii erau frății masculine. Există puține informații despre Apărători dar la Irlandezii Uniți se știe că femeile au jucat totuși un rol activ în mișcare. Până în 1797, informatorul Castelului⁠(d) Francis Higgins raporta că „femeile sunt în egală măsură jurate ca bărbații” sugerând că unele dintre femei, asumându-și riscuri pentru cauza Irlandezilor Uniți, luau loc alături de bărbați într-o organizație din ce în ce mai clandestină. Într-o persoană numită Mrs. Risk, RR Madden⁠(d), unul dintre primii istorici ai Irlandezilor Uniți, rezumă diferitele activități ale femeilor: transportul de informații, ascunderea armelor, îngrijirea caselor conspirative.
În revolte, femeile s-au prezentat în multe capacități, unele chiar ca combatante, așa cum relatează baladele populare ulterioare (ca Betsy Gray și Brave Moll Doyle, the Heroine of New Ross).. La Ballynahinch⁠(d), unde legenda povestește cum Betsy Gray⁠(d) călărea pe un cal alb ținând un steag verde în mână, tatăl viitorului lord Kelvin povestea că a văzut femei rămânând pe câmpul de luptă și săvârșind fapte la fel de „curajoase ca bărbații”. La Vinegar Hill, ofițerii britanici au comentat despre „femeile rebele mai vehemente decât bărbații” și despre „multe femei [care] au luptat cu furie”. Liderul rebel Thomas Cloney⁠(d) a susținut că ar fi izbândit la New Ross⁠(d) dacă numai o zecime dintre oamenii săi ar fi avut calitatea „războinică” a lui Molly Doyle din Castlebro.
Femeile au suferit foarte mult în contrainsurgență. Răpirile și violurile erau comune. Femeile care „cu sutele, au străbătut țara, căutând ajutor sau vești despre bărbații lor”, erau deosebit de vulnerabile.

## Urmări

### Ultima rezistență
La 1 iulie 1798, la Belfast, locul de naștere al mișcării Irlandezii Uniți, s-a raportat că niciun bărbat nu mai apărea pe stradă fără să poarte haina roșie⁠(d) a trupelor din Yeomanry. În timp ce înrola foști radicali în Portglenone Yeomanry, clericul anglican Edward Hudson a susținut că „frăția de afecțiune [între catolici și protestanți] s-a încheiat”. Revenirea pe scară largă în iarna 1799–1800 a biciuirilor, raidurilor armate și asasinatelor în zona rurală de est a Ulsterului sugerează însă că printre dizidenți spiritul de rebeliune nu se stinsese încă. Rezistenții s-au organizat în celulele de Apărători din ale căror jurăminte se scoseseră referirile la religie.
Executarea în februarie 1800 a unuia dintre acești ireconciliabili, Roddy McCorley⁠(d), „la podul din Toome⁠(d)”, se înscrie în martirologia republicană irlandeză⁠(d) printr-o baladă scrisă în anii 1890 de Ethna Carberry. La acea vreme, numele căpitanului lui McCorley, Thomas Archer, captiva imaginația publicului. Execuția sa în Ballymena în martie 1800 (cu trupul lăsat în cușcă in terrorem timp de câteva luni) și a cincisprezece dintre tovarășii săi, a marcat ultimul sfârșit al insurgenței din Antrim.
În sud-est, în comitatul Wicklow, generalul Irlandez Unit, Joseph Holt⁠(d), a luptat până când și-a negociat capitularea în toamna anului 1798. Abia în decembrie 1803, după construirea unui drum militar în munții Wicklow⁠(d) și eșecul ascensiunii răscoalei lui Emmet⁠(d) din Dublin, au capitulat și ultimele forțe rebele organizate sub comanda căpitanului Michael Dwyer⁠(d). Mai supraviețuiseră mici insule izolate de rezistență rebelă și în Wexford, iar ultimul grup rebel sub conducerea lui James Corcoran⁠(d) a fost învins abia la moartea acestuia în februarie 1804.
În vest, după bătăliile de la Ballinamuck⁠(d) și Killala⁠(d), rămășițele „Republicii din Connacht” rezistaseră câteva luni pe dealurile Erris⁠(d) și Tyrawley⁠(d) din comitatul Mayo și în Connemara în comitatul Galway de unde James MacDonnell, învins la Killala, a fugit în Franța.

### Soarta Irlandezilor Uniți și a conducerii rebelilor
Luați prizonieri, cei care comandaseră rebelii în luptă au fost judecați în curțile marțiale și adesea condamnați la moarte. Aceasta a fost soarta lui Bagenal Harvey, pr. Philip Roche⁠(d) și altor cinci care au fost spânzurați pe podul Wexford⁠(d); John Esmonde⁠(d) a fost spânzurat în Sallins cu haina pe dos pentru a indica faptul că era un dezertor din Yeomanry; Watty Graham⁠(d) al cărui cap a fost purtat prin Maghera; Henry Joy McCracken⁠(d) a fost spânzurat în Piața Târgului din Belfast; părintele John Murphy⁠(d), dezbrăcat, biciuit, spânzurat, decapitat, al cărui cadavru a fost incinerat într-un butoi de gudron, iar capul înfipt într-un țăruș⁠(d) în Tullow⁠(d); Henry Munro⁠(d) al cărui cap a fost expus în Market House din Lisburn; și Bartholomew Teeling⁠(d), al cărui cadavru a fost aruncat într-o groapă comună pentru rebeli la Croppies' Acre⁠(d), Dublin.
Frații Sheares⁠(d) au fost spânzurați, târâți și sfârtecați în patru la Dublin în iulie. Odată încrezători că rebeliunea a fost reprimată, Cornwallis și secretarul său șef, Lord Castlereagh, au rezistat presiunii din partea Parlamentului Irlandez de a proceda la fel cu ceilalți lideri de direcții ținuți ca prizonieri de stat.:122–123 În condițiile negociate de Thomas Addis Emmet⁠(d), William James MacNeven⁠(d) și Arthur O'Connor⁠(d) și încredințați că informatorii guvernamentali dăduseră deja toate informațiile relevante, prizonierii au promis să dea o relatare completă a activităților lor unui comitet secret al Camerei Comunelor în schimbul exilului, în care au fost trimiși în 1802.
Michael Dwyer⁠(d) și-a negociat capitularea în decembrie 1803 în condiții care i-au permis lui și întregului său grup să fie transportați în New South Wales, Australia, ca exilați necondamnați. Grațiat de Cornwallis⁠(d), în 1799, John Moore⁠(d), președintele Connachtului sub Humbert, urma să fie și el transportat în Australia, dar a murit în arest.

### Preoți și prelați rebeli
În Ulster, aproximativ douăzeci de pastori și aspiranți presbiterieni au fost implicați în mișcarea insurecțională. Doi au fost executați. Altora li sa permis să plece în exil în America, inclusiv lui William Steele Dickson⁠(d) și, deși fusese în fruntea rebelilor la Newtownards, și tânărului aspirant David Bailie Warden⁠(d). Reacționând la ceea ce el a identificat drept „partidul democratic din sinodul [presbiterian], dintre care cei mai mulți, dacă nu fuseseră implicați în Rebeliune, erau profund infectați cu principiile ei”, Castlereagh a hotărât să condiționeze cuantumul și plata către preoți a subvenției coroanei acordată sinodului (regium donum⁠(d)) de jurăminte și dovezi de loialitate.
În spiritul reacțiunii, între 1798 și 1800 cel puțin 69 de capele catolice au fost distruse sau deteriorate, mai ales în sudul Leinsterului.:180 Politica guvernului nu a fost însă una care să vizeze în mod deosebit biserica catolică. Cu Cornwallis și Castlereagh, prim-ministrul britanic, William Pitt, era convins că, deși țărănimea catolică fusese incitată la rebeliune, sursa rebeliunii fusese iacobinismul⁠(d), și nu catolicismul.
Episcopii catolici fuseseră aproape în totalitate uniți în condamnarea răzvrătirilor,:245–246 și nu au exprimat nicio critică la adresa politicii guvernamentale a „baionetei, eșafodului și biciului”.:225 Cei aproximativ zece preoți implicați în luptele din comitatul Wexford au fost caterisiți de episcopul lor, James Caufield din Ferns drept „înseși fecalele bisericii”.:225 Doi au fost omorâți, iar patru, inclusiv Roche și Murphy, au fost executați. Doi preoți au fost trimiși la spânzurătoare și în Mayo. Episcopul lor, Dominic Bellew al Killalei⁠(d) a servit drept președinte al „comitetului de siguranță publică” din Ballina⁠(d), dar prestația lui a dat satisfacție Castelului Dublin că singurul lui scop fusese acela de a preveni excesele rebelilor.:246
Planurile lui Pitt, concepute înainte de rebeliune, pentru o uniune legislativă, includeau o lege finală pentru emanciparea catolicilor.:243–244 Abia după ce a demisionat din cauza opoziției regelui și a partidei de la curte, s-au considerat necesare măsuri suplimentare pentru a asigura loialitatea clerului catolic. Guvernul, care din 1795 înzestrase seminarul catolic de la Maynooth⁠(d), a propus acum ca, în schimbul acceptării ca viitoarele numiri episcopale în Irlanda să fie supuse aprobării Coroanei, absolvenții luii să se bucure de propriul lor regium donum — ca, la fel ca miniștrii prezbiteriani, preoții să primească o bursă guvernamentală. Dar și acesta lucru s-a dovedit prea mult pentru rege, iar Cornwallis a fost obligat să retragă oferta.:246

### Unirea
În august 1800, Parlamentul Irlandez (convins cu favoruri și compensații extinse) a acceptat să se autodesființeze. Conform Legilor de Unire⁠(d), reprezentarea irlandezilor, epurată de multe dintre colegiile de buzunar⁠(d), dar încă limitată și exclusiv protestantă, a fost transferată la Westminster, care acum a devenit Parlamentul Regatului Unit al Marii Britanii și Irlandei.
În încercarea de a aduna sprijin pentru o reînnoire a rebeliunii în 1803, Robert Emmet a susținut că, dacă Irlanda avea un motiv de rebeliune în 1798, acesta ar fi fost doar agravat de supunerea Irlandei la „un parlament străin” în care „șapte optimi din populație nu au dreptul să trimită un membru al organismului lor să-i reprezinte” și în care „cealaltă optime” sunt „uneltele și lacheii crudului guvern englez și al ascendenței lor irlandeze⁠(d) — un monstru încă mai rău, dacă se putea, decât tirania străină”. La acea vreme, nu a existat însă niciun protest popular. Aceasta poate să fi reflectat demoralizarea care a urmat înfrângerii zdrobitoare a rebeliunii, dar oricum localnicii nu aveau de ce să plângă dispariția Parlamentului Irlandez. Din exilul de la Hamburg, Archibald Hamilton Rowan⁠(d) a prezis că, privându-i pe lorzii anglo-irlandezi⁠(d) de „adunarea lor coruptă”, uniunea va vedea cu ochii ei „epava vechii Ascendențe”. (Opunându-se uniunii, aceasta a fost teama expresă a președintelui Camerei Comunelor din Irlanda⁠(d), John Foster⁠(d)).:231